# Deianira presta ascolto alla Fama
Deianira presta ascolto alla Fama è un dipinto a olio su tela (245x168 cm) realizzato nel 1638 circa dal pittore Peter Paul Rubens. È conservato nella Galleria Sabauda di Torino.
Questa tela è un pendant di un altro dipinto di Rubens, Ercole nel giardino delle Esperidi.
La donna raffigurata è Deianira, sposa di Ercole.
Il quadro era noto anche come Deianira che consegna alla Furia la fatale tunica, infatti di fianco a lei è presente una donna che assomiglia ad una Furia che tiene in mano la tunica macchiata di sangue.